# Frauensee
Frauensee är en ortsteil i staden Bad Salzungen i Wartburgkreis i förbundslandet Thüringen i Tyskland. Frauensee var en kommun fram till 6 juli 2018 när den uppgick i Bad Salzungen. Kommunen Frauensee hade 823 invånare 2018.